# Пуч Хем
Пуч Хем (кмер. ហែមពុច, романизовано Puch Hem; 3. мај 1999) камбоџански је пливач чија ужа специјалност су спринетрске трке слободним стилом.

## Спортска каријера
Хем је дебитовао на светским првенствима у корејском Квангџуу 2019. где је пливао у квалификационим тркама на 50 слободно (95) и 100 слободно (105. место).